# Гістерон-протерон
Гістерон-протерон — в перекладі із давньогрецької мови означає «другий (наступний) раніше за першого», де спотворюється реальна послідовність подій. Ця помилка зафіксована в українському прислів'ї «віз попереду коня». Наприклад, неправильним є такий хід подій: спочатку Україна приєднується до ЄС і лише потім вступить до СОТ. Логічно правильним буде навпаки, ці події поміняти місцями, щоб не робити гістерон-протерон.